# Route 17 (Uruguay)
Pour les articles homonymes, voir Route 17.
La route 17 (espagnol : ruta 17) est l'une des routes nationales de l'Uruguay. Son tracé se situe entièrement sur le territoire du département de Treinta y Tres.

## Désignations
Par la loi 16453 du 17 décembre 1993, le tronçon de cette route entre la route 18 et la ville de General Enrique Martínez a été désigné sous le nom de « Padre Vicente Monteleone ».
Itinéraire et caractéristiques
Cette route, d'une longueur totale de 61 km, commence son parcours dans la partie nord de la ville de Treinta y Tres, à sa jonction avec la route 8, traverse le département de Treinta y Tres en direction ouest-est, et termine son parcours dans la ville de General Enrique Martínez. Le premier tronçon entre les routes 8 et 18 fait partie du corridor international, tandis que le tronçon entre la route 18 et la General Enrique Martínez fait partie du réseau routier tertiaire.